# Еуґеніюс Іґнатавічюс
Еуґе́ніюс Іґната́вічюс (лит. Eugenijus Ignatavičius; *8 травня 1935, Пайшлініс, Литва — 16 травня 2020, Вільнюс, там же) — литовський письменник, драматург, перекладач.

## Життєпис
1945-1953 роки навчався у Важгірській восьмирічній школі, Расейняйській середній школі. 
„Literatūra ir menas“в 1953 році заарештований за поширення антирадянських віршів і літератури і засуджений на 10 років колонії, яку відбував у таборах Куйбишевської області та Ставропольського краю. Звільнений через 2 роки. 
1955-1956 роки навчався у вечірній технічній школі Шилуте. 
1956-1960 роки навчався на театральному факультеті Литовської консерваторії, 1971-1973. Вищі літературні курси Інституту світової літератури імені Горького в Москві .
1960-1964 роки працював на Литовському телебаченні, 1964-1967 у тижневику „Literatūra ir menas“ «Література і мистецтво », 1967-1971 В Управлінні у справах мистецтв Міністерства культури. 
1973-1980 роки — керівник літературної частини Каунаського драматичного театру. 1980-1984 роки працював у Театральному товаристві, 1989-1990 у Видавництві Спілки письменників Литви. 
1991-1993 роки начальник відділу театрів Міністерства культури і освіти. 1994-1998 роки керівник Студії документальних фільмів Литовського радіо і телебачення, редактор. 
Починаючи від 1971 року Член Спілки литовських письменників.

## Доробок
Основна тема творів Еуґеніюса Іґнатавічюса — литовське село в повоєнні та наступні роки, долі його людей. Авторові притаманні колоритні образи селян, реалістичність оповіді, багатий словниковий запас. У новелах здебільшого зображено сільське життя, розкрито психологію старої людини, розклад традиційних етичних цінностей.
Роман „Marso pilnatis“ («Марсівська повня») розповідає про повоєнне село, побачене очима підлітка. Писав драми, п'єси, п'єси для дітей, сценарії телевізійних художніх і документальних фільмів, публіцист. Підготував мемуари про заслання. 
Збірка оповідань письменника видана російською мовою, окремі твори перекладені українською, англійською, вірменською, грузинською, хорватською, латиською, сербською та ін. мови 
Знімався у фільмах «Чужі» (1962, реж. Маріонас Ґедрис), «Куди йдуть казки» (1973, реж. Альгірдас Дауса ).

## Нагороди та відзнаки
- 2 премії імені Бориса Даугувієтіса за одноактні п'єси для народних театрів і за п'єси для лялькових театрів.
- Літературна премія Жемайте: за збірку оповідань „Ir namų amžinoji šviesa“ («І вічне світло хати», 1985) та за „Obelis katedros aikštėje“  («Яблуня на Соборній площі», 2005).
- Премія імені Пятраса Цвірки за книжку оповідань „Chrizantemų autobuse“ (1989).
- премія ALF за документальний фільм „Garibaldžio tyla“ («Мовчання Гарібальді», 1994).
- міжнародний приз кінофестивалю за фільм „Lietuvos pajūris“ («Литовське море», 1995).
- Премія Уряду Литовської Республіки в галузі культури і мистецтва (2006).
- Кавалерський хрест ордену «За заслуги перед Литвою» (09.05.2007; 1К-952)